# 黑部川

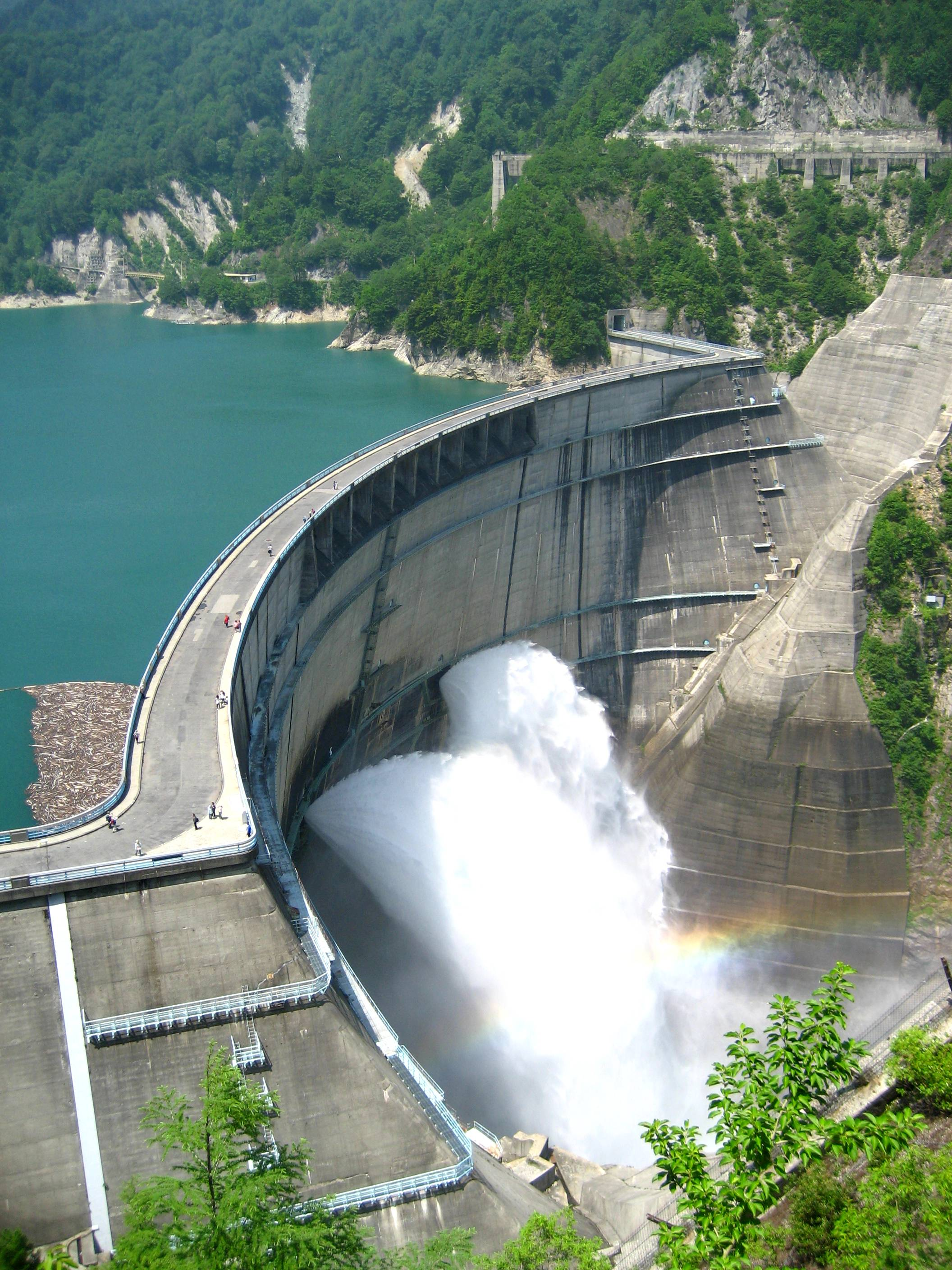
黑部水壩

黑部川（日语：／）是日本富山縣東部的一級河川，為黑部川水系的本流。是富山縣七大河川（黑部川、片貝川、早月川、常願寺川、神通川、庄川、小矢部川）之一。

## 地理
黑部川源於富山縣與長野縣交界的北阿爾卑斯鷲羽岳（わしばだけ）。河川大部分蜿蜒於深山內，形成十分陡峭的黑部峽谷。黑部峽谷中，除了狹窄的V型谷，也有如雲之平、高天原、藥師見平、田圃平、內藏助平、餓鬼田圃等的平坦地。
河川一路往北，在黑部市愛本橋一帶進入平地，形成廣達1.2萬公頃的黑部川沖積扇。該沖積扇涵蓋了黑部市、入善町，並一路延伸至海中。受惠於黑部川充沛的水量，沖積扇有著豐富的湧水，並以黑部川沖積扇湧水群入選名水百選。
本流最終於黑部市與入善町的交界注入日本海。

### 主要支流
- 音谷（日语：音谷 (富山県)）
- 深谷
- イシワ谷（日语：イシワ谷）
- 宇奈月谷（日语：宇奈月谷）
- 彌太藏谷
- 尾沼谷
- ノボセ谷
- 喜喜堂谷
- 森澤谷
- 黑薙川（日语：黒薙川）－黑部川四大支流之一。
- 小黑部谷（日语：小黒部谷）－部川四大支流之一。
- 劍澤（日语：剱沢）－部川四大支流之一。有劍大瀑布（日语：剱大滝）。
- 東澤谷（日语：東沢谷）－部川四大支流之一。第四紀更新世的黑部川本流。
- 赤木澤（日语：赤木沢）－景色特別優美的支流。

## 流域自治體
- 富山縣

富山市、立山町、黑部市、入善町、朝日町

## 自然
河口周邊屬於富山縣指定的「黑部川河口鳥獸保護區」。雖然過去因實施水庫排砂導致水質汚濁，但在國土交通省2006年水質調査中睽違八年重返日本第一。

### 氣候
黑部川流域屬於日本海型氣候，是日本國內著名的多雨多雪地帶。降水量越往上游越高，黑部市區約2,000mm，為於沖積扇上游的宇奈月約3,000mm，更上游的峽谷仙人谷超過4,000mm。
該流域在6月至7月受到梅雨前線影響，時常有豪雨發生，12月至3月受惠於大量降雪，帶來豐富的融水。
黑部川上游的立山連峰與後立山連峰呈南北走向，容易受到西風帶來的水氣影響，為劍岳、立山等高海拔山岳帶來高降水量。
每年3月至5月左右，日本海的低氣壓冷鋒在此形成焚風現象。焚風帶來的溫度急速上升是流域內雪崩與森林大火的原因。
流域內的年平均氣溫，仙人谷約9°C、宇奈月約12°C、黑部約14°C。

## 歷史
江戶時代，此地為前田氏領地，受限於防禦與技術問題，越中東部的常願寺川、早月川、片貝川、黑部川都未架橋。當時的黑部川在沖積扇上分成多條河道，稱「黑部四十八瀨」。由於河道變化頻繁，在北陸道是與親不知並列的險地。此外，藩還在包含立山一帶的黑部川上游實施奧山廻進行巡邏警戒。
黑部川首座橋梁建於1626年（寛永3年），位在遠離北陸街道的上游愛本。然而因河水氾濫數度流失，前田綱紀於1662年（寛文2年）（1662年）以無橋墩手法架設全長63公尺的刎橋「愛本刎橋」，為日本三奇橋之一。
1880年，上游部連結大町市與富山市的立山新道開通，黑部川的渡船系統僅營運了兩季便宣告結束。1971年，立山黑部阿爾卑斯山脈路線的開通讓觀光客可通過黑部水壩頂部。

## 名稱由來
主要有三種說法。
- 愛努人祖先繩文語（類似於之後的愛努語）的「kunne-pet」（黑色河川）[6]。
- 愛努語的「kur-pet」（魔川）[7]。
- 黑部深山的樹木黑檜（日语：クロベ）（kurobe）[6]。

## 水利
黑部川水量豐沛，河流落差大，十分適合水力發電。大正時代，日本電力（現在的關西電力）開始開發水力發電。由於上游是急峻的山岳地帶，使得工程十分困難。其中，以黑部水壩、黑部川第四發電所、關電隧道等組成的「黑四」（くろよん）電力開發事業最為知名。另外，在戰前進行的黑部川第三発電所建設工程同樣也造成大量人員死亡。
另一方面，下游的沖積扇從大正時代開始發展利用灌漑用水的發電所，是日本國內少見的低落差發電。

## 河川設施

### 水壩
- 宇奈月水壩（日语：宇奈月ダム）
- 出平水壩（日语：出し平ダム）
- 小屋平水壩（日语：小屋平ダム）
- 仙人谷水壩（日语：仙人谷ダム）
- 黑部水壩

### 聯合排砂
黑部川上游是土石崩塌十分劇烈的區域，水庫淤積的速度比規劃時的估計的還快。所以，當局於出平水壩建設排砂閘門，並於1991年（平成3年）12月進行首次排砂。然而，使用六年的水壩淤積過於嚴重，在沒有足夠水量一同排出稀釋下，排放的淤泥影響了下流漁業，引發了公害訴訟。
為了減少對下游的影響，水壩改成在洪水時排砂，透過洪水的稀釋可大幅降低影響。。
之後，下游的宇奈月水壩完成。2001年度（平成13年度）起，雙方開始在梅雨或颱風等水量大幅上升的期間進行聯合排砂。首先由出平水壩進行排砂，宇奈月水壩進行洪水調節，接著在洪峰過去後再進行排砂。由於淤泥大多是在洪水期沖刷所形成，因此此作法可讓土石不停留於壩內，以宛如無水壩的自然流動方式排放出海。

### 關西電力發電所
- 愛本發電所：關西電力在黑部川最下游的發電所。1936年6月4日啟用。最大輸出3萬700千瓦，使用水量每秒50.0立方公尺，有效落差71.5公尺。
- 音澤發電所：由出平水壩取水。1985年7月18日啟用。最大輸出12萬4000千瓦，使用水量每秒74.0立方公尺，有效落差193.5公尺。[8]
- 黑部川第二發電所：建於（舊）柳河原發電所、愛本發電所之後。位於黑部峽谷鐵道貓又站附近。從此發電所起，電力開發開始往上游進行。由小屋平水壩取水。1936年10月30日啟用。最大輸出7萬2000千瓦，使用水量每秒47.2立方公尺，有效落差177.0公尺。
- 黑部川第三發電所：為滿足戰時體制下的電力需求所建設。位於黑部峽谷鐵道欅平站旁。配合此發電所、仙人谷水壩建設的隧道工程需在地底超過攝氏160度的高熱岩盤挖掘。惡劣的勞動環境、地熱導致矽藻土炸藥自燃、物資運輸跌落峽谷、粉雪崩壓垮宿舍等，眾多事故導致超過300人以上殉職[9]（黑部水壩建設殉職者為171人）。由仙人谷水壩取水。1940年11月22日啟用。最大輸出8萬100千瓦，使用水量每秒33.6立方公尺，有效落差278.3公尺。
- 黑薙第二發電所：建於黑部川支流黑薙川。由北又堰堤取水。1947年12月26日啟用。最大出力7600千瓦，使用水量每秒6.2立方公尺，有效落差152.6公尺。
- 黑部川第四發電所：請參照黑部川第四發電廠。1961年1月15日啟用。最大輸出33萬5000千瓦，日本一般水壩式水力發電所中排名第4位，使用水量每秒72.0立方公尺，有效落差545.5公尺。
- 新黑部川第三發電所：會重複使用部分黑部川第四發電所的水。其引道建設與黑部川第三發電所一樣與地熱奮鬥。由仙人谷水壩取水。1963年10月7日啟用。最大輸出10萬5000千瓦，使用水量每秒46.0立方公尺，有效落差269.0公尺。
- 新黑部川第二發電所：直接再利用新黑部川第三發電所的水。發電設施位於地下。1966年9月29日啟用。最大輸出7萬4200千瓦，使用水量每秒46.0公尺，有效落差189.8公尺。
- 新柳河原發電所：取代因興建宇奈月水壩而淹沒的（舊）柳河原發電所。由出平水壩取水。1993年4月1日啟用。最大出力4萬1200千瓦，使用水量每秒50.9立方公尺，有效落差3.2公尺。
- 宇奈月發電所：由宇奈月水壩取水。2000年5月17日啟用。最大出力2萬千瓦，使用水量每秒70.0立方公尺，有效落差34.5公尺。

### 北陸電力發電所
北陸電力發電所全部在愛本發電所下游。
- 黑東第一發電所：最大出力5300千瓦
- 黑東第二發電所：最大出力10400千瓦
- 黑東第三發電所：最大出力7200千瓦
- 黑西第一發電所：最大出力6800千瓦
- 黑西第二發電所：最大出力2200千瓦
- 黑西第三發電所：最大出力1300千瓦

## 主要橋梁
- 奧鐘橋
- 鐘釣橋 - 黑部峽谷鐵道本線
- 目黑橋 - 威廉迪爾橋（英语：Vierendeel bridge）
- 湖面橋
- 新山彥橋 - 黑部峽谷鐵道本線
- 山彥橋 - 黑部峽谷鐵道本線舊橋
- 想影橋（日语：想影橋） - 富山縣道13號朝日宇奈月線（日语：富山県道13号朝日宇奈月線）
- 音澤橋 - 黑部市市道音澤1號線
- 音澤大橋 - 富山縣道13號朝日宇奈月線
- 愛本橋（日语：愛本橋） - 富山縣道13號朝日宇奈月線
- 新川黑部橋 - 新川廣域農道（日语：新川広域農道）
- 權藏橋（日语：権蔵橋 (富山県)） - 富山縣道45號黑部朝日公園線（日语：富山県道45号黒部朝日公園線）
- 黑部川橋梁 - 北陸新幹線
- 黑部川橋 - 北陸自動車道
- 黑部大橋（日语：黒部大橋） - 富山縣道150號魚津入善線（日语：富山県道150号魚津入善線）
- 四十八瀨大橋（日语：四十八ヶ瀬大橋） - 國道8號入善黑部繞道（日语：入善黒部バイパス）
- 黑部川橋梁 - 愛之風富山鐵道線
- 下黑部橋（日语：下黒部橋） - 富山縣道2號魚津生地入善線（日语：富山県道2号魚津生地入善線）

## 黑部川河口眺望
立山連峰與後立山連峰遠眺景色

## 圖片

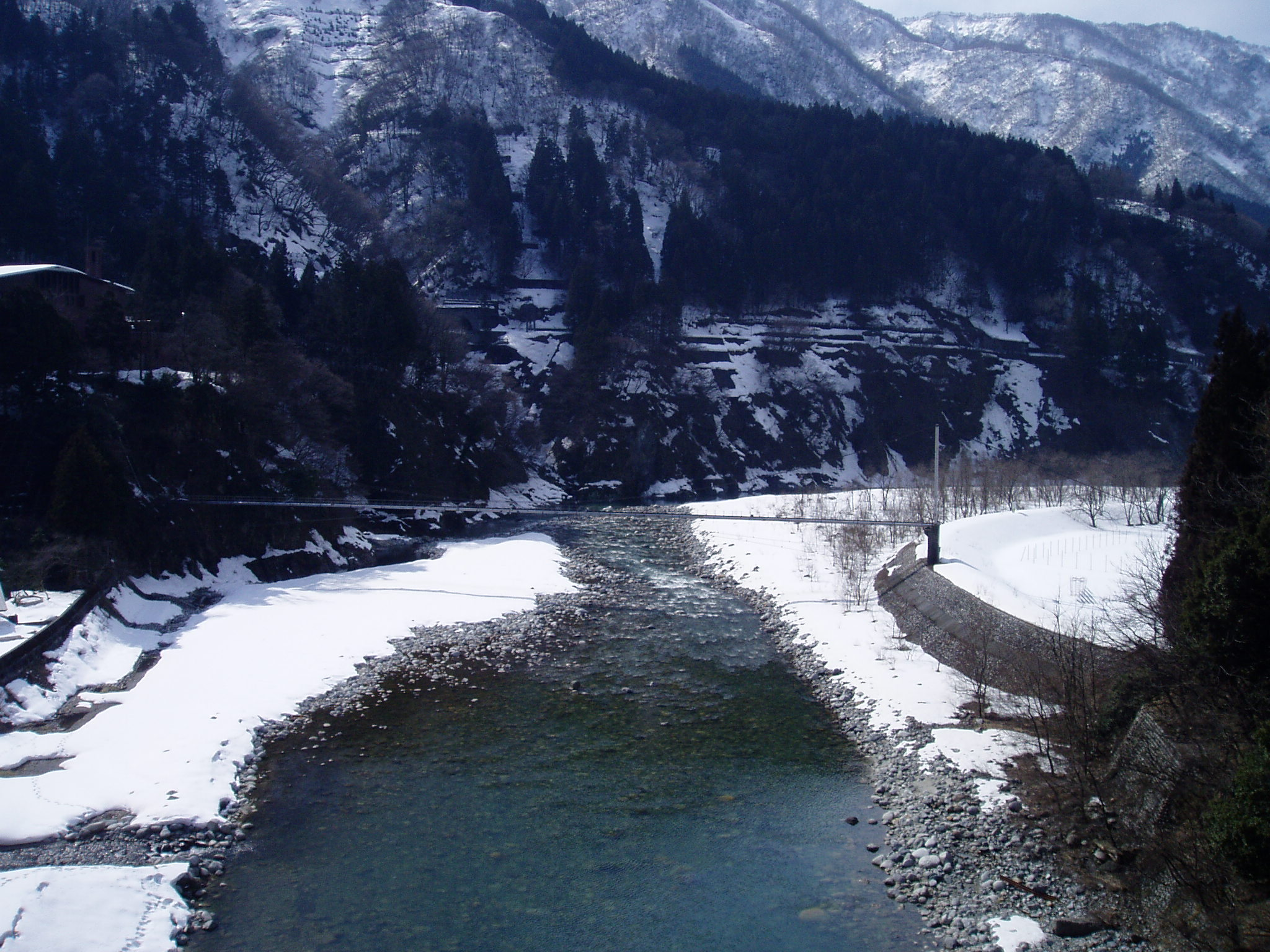
宇奈月溫泉內的黑部川
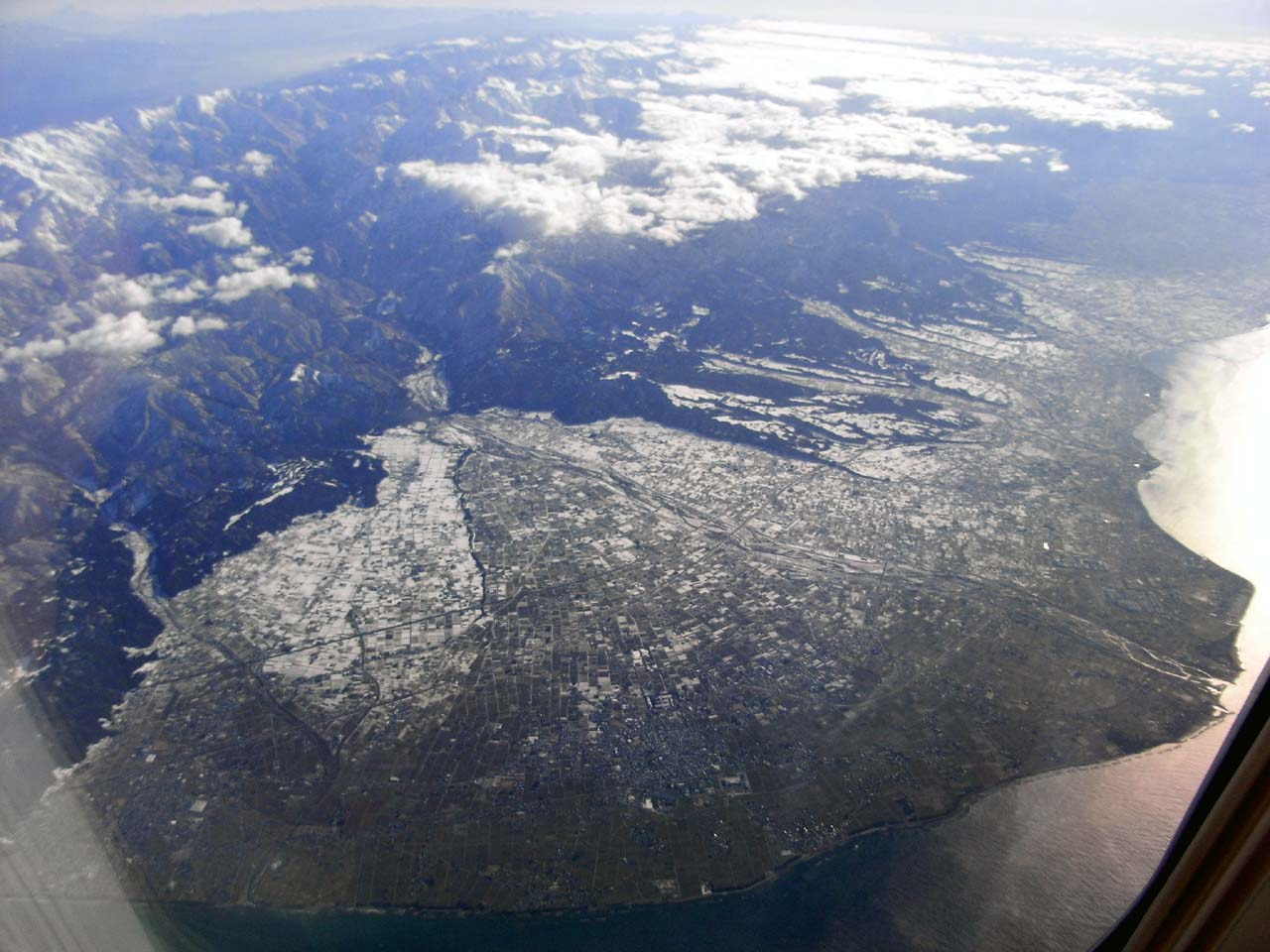
黑部川沖積扇
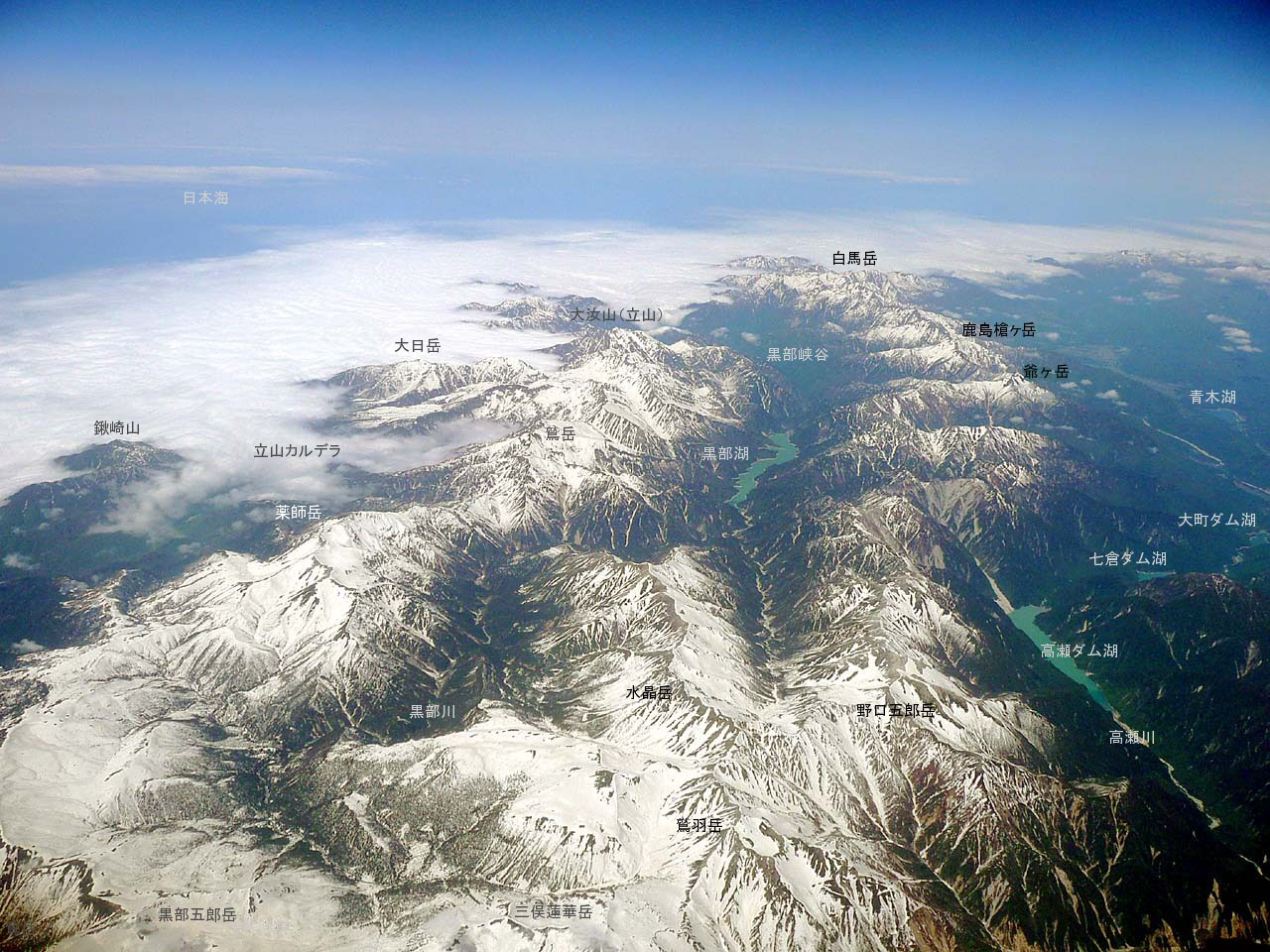
黑部川源頭
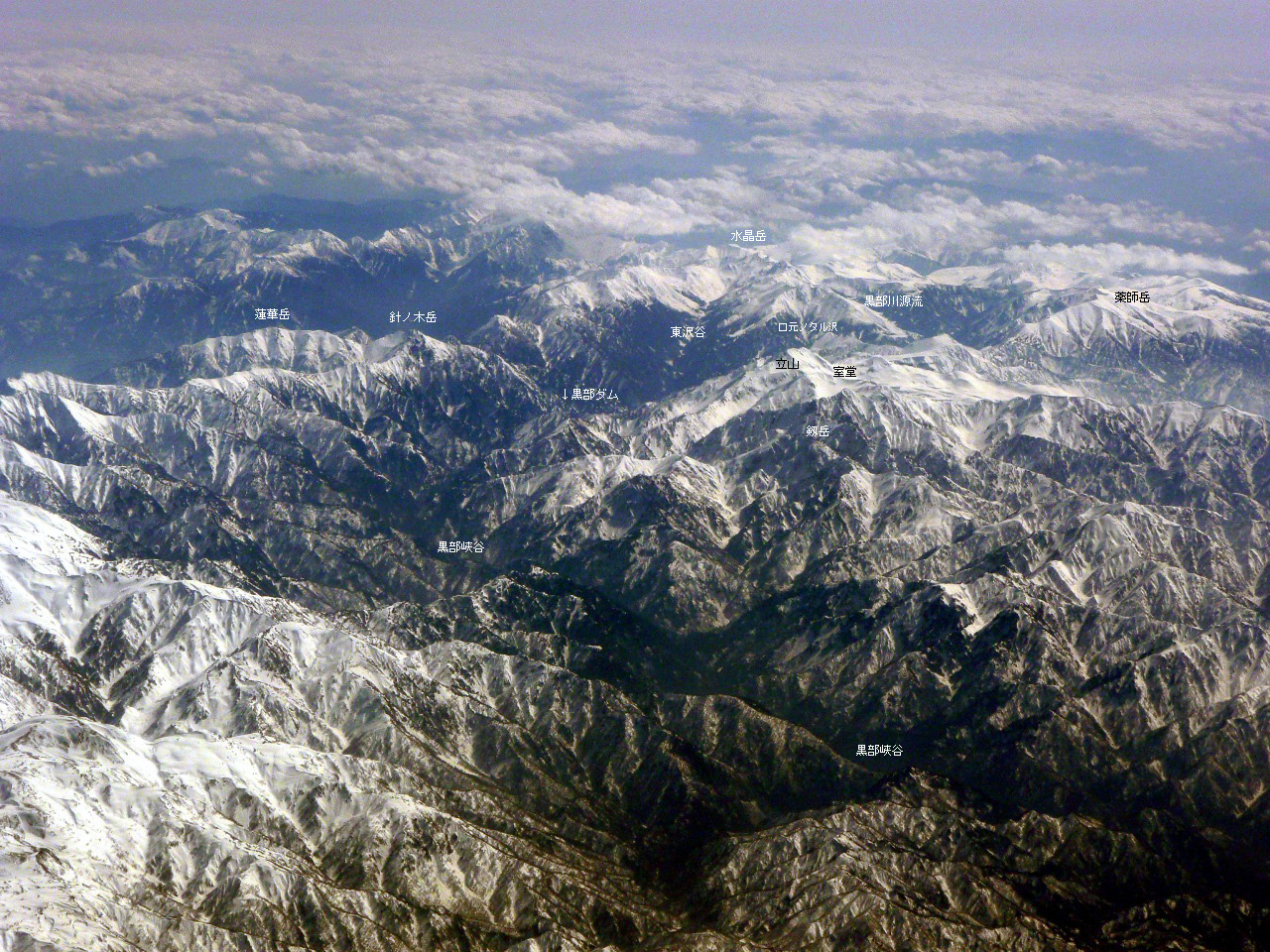
黒部川源頭

## 外部連結
- 黑部川 （页面存档备份，存于） - 國土交通省水管理·國土保全局
- 國土交通省北陸地方整備局 黑部河川事務所 （页面存档备份，存于）